# 版本目录学
版本目錄學是針对古籍文献之不同善本進行版本归类及研究，是目录学的一种。
由於一部著作經過多年的流傳後，內容可能會遭到一再的修改，或是在抄寫、刻印的過程中遭到增刪、甚至遺失，因而形成各種內容有些許差異的版本。而針對這些版本的研究，稱為版本目錄學。